# Molombor
Molombor est une localité du Cameroun située dans la commune de Moutourwa, le département du Mayo-Kani et la Région de l'Extrême-Nord, au pied des monts Mandara, à proximité de la frontière avec le Tchad.

## Localisation
Molombor est localisé à 10° 11′ 56″ N, 14° 04′ 52″ E.